# Security-Enhanced Linux
Security-Enhanced Linux (w skrócie SELinux) – zestaw modyfikacji Linuksa oraz sposobu przydzielania zasobów dla aplikacji.
SELinux implementuje wiele modeli polityk bezpieczeństwa, m.in.:
- Mandatory Access Control (w skrócie MAC) (w wolnym tłumaczeniu „przymusowa kontrola dostępu”)
- Flux Advanced Security Kernel(inne języki) (w skrócie FLASK) (w wolnym tłumaczeniu „zaawansowany strumień bezpieczeństwa jądra”)
- Role-based access control (w skrócie RBAC) (w wolnym tłumaczeniu „kontrola dostępu oparta na rolach” bądź „zadaniowa kontrola dostępu”)
- Type Enforcement (w skrócie TE) (w wolnym tłumaczeniu „egzekwowanie typów”).

Polityka bezpieczeństwa oparta jest na koncepcji zapewnienia jak najmniejszej ilości uprawnień dla danego obiektu (np. konta użytkownika, urządzenia, programu), potrzebnych do jego poprawnego funkcjonowania, co bardzo ogranicza możliwości wyrządzenia szkód po przejęciu kontroli nad obiektem przez osoby niepowołane.

## Obsługa
Niektóre z dystrybucji Linuksa oferujących obsługę SELinuxa:
- Debian
- PLD
- EnGarde Secure Linux(inne języki)
- Fedora
- Gentoo
- Red Hat Enterprise Linux
- Ubuntu
- OpenSUSE
- CentOS
- Rocky Linux(inne języki)[1]